# Jan Sjouke van den Bos
Jan Sjouke van den Bos (Arnhem, 18 december 1958) is een Nederlands voormalig korfballer, korfbalcoach en Bondscoach. Als speler speelde hij DVO en DKOD. Al op 28-jarige leeftijd begon Van den Bos als coach. In 2000 werd hij bondscoach van het Nederlands korfbalteam. Hij won als bondscoach in 14 jaar tijd enkel goud.

## Speler
Van den Bos begon met korfbal bij DVO in de jeugd. In de seniorenperiode ging hij spelen bij DKOD.
Met DKOD speelde hij in 1984-1985 in de Hoofdklasse.
Als speler won hij geen Nederlandse titels. Wel speelde hij 5 officiële interlands namens het Nederlands team.

## Clubcoach
Van den Bos werd in 1986 hoofdcoach bij DVO, waar hij zelf ook gespeeld had. Op het moment dat hij hoofdcoach werd speelde DVO zowel in de zaal als op het veld niet in de hoogste competitie. Het was dan ook de missie om DVO te laten promoveren naar de Hoofdklasse in beide competities.
Op het veld lukte dit in 1989. DVO promoveerde toen naar de Hoofdklasse op het veld. In hun eerste seizoen in de Hoofdklasse op het veld eindigde het 6e in de Hoofdklasse B, wat net voldoende was om degradatie af te wenden. Echter werd degradatie in het seizoen 1990-1991 wel een feit. In dat seizoen won DVO slechts 2 wedstrijden en degradeerde het.
In datzelfde seizoen, 1990-1991 lukt het wel om in de zaal te promoveren naar de Hoofdklasse. Echter duurde dit ook maar kort, want na 1 jaar in de Hoofdklasse zaal te hebben gespeeld, degradeerde het weer terug.
In 1993 ging Van den Bos aan de slag als coach bij Deetos. Deetos was al 3 jaar op rij zaalkampioen geworden (1991, 1992 en 1993) en Van den Bos werd aangesteld om interim-coach John Boogers te vervangen. Boogers had de ploeg in januari 1993 overgenomen van de vertrokken coach Wim Peetoom.
In zijn eerste seizoen bij Deetos, 1993-1994 werd Deetos 2e in de Hoofdklasse B. Het miste daardoor de finale. Dit was anders in 1994-1995, want in dat seizoen werd de ploeg weer eerste. In de finale trof Deetos Oost-Arnhem. Deetos won met 15-13 en was wederom Nederlands zaalkampioen.
In seizoen 1995-1996 werd Deetos tweede en speelde het geen finale. In 1996-1997 was Deetos 1e geworden in de competitie, maar moest het voor de finaleplek een beslissingsduel spelen tegen AKC Blauw-Wit. Deetos won met 25-21 en plaatste zich weer voor de finale in Ahoy.
In deze finale bleek PKC te sterk en verloor Deetos met 19-13. Na dit seizoen stopte Van den Bos bij Deetos.
In 1997 verruilde Van den Bos Deetos voor de zaalkampioen PKC. Ondanks dat PKC de zaalkampioen was geworden, ging het niet lekker. Coach Peter van Drimmelen had de taak als hoofdcoach overgenomen van Wim Peetoom die wederom een seizoen niet kon afmaken.
In het eerste seizoen als hoofdcoach bij PKC haalde Van den Bos weer de Ahoy zaalfinale. In de finale won PKC met 19-14 van KV Die Haghe.
Ook in seizoen 1998-1999 lukte het om de finale te halen. PKC moest er wel een beslissingsduel tegen DOS'46 voor winnen, maar het stond er wel weer. Ook in deze Ahoy finale won PKC. In de finale werd met 25-14 ruim gewonnen van het Groningse Nic..
Van den Bos was in beide seizoenen bij PKC de landskampioen geworden. In 2000 stopte Van den Bos bij PKC en werd hij vervangen door nieuwe hoofdcoach Erik Wolsink.

## Erelijst als clubcoach
- Landskampioen zaalkorfbal, 3x (1995, 1998, 1999)
- Europacup, 2x (1996, 1999)

## Bondscoach
In 2000 was het toch zo ver. Van den Bos werd de nieuwe bondscoach van het Nederlands korfbalteam. Van den Bos was in 1995 al in het vizier voor deze functie, aangezien Harry Dassen had aangegeven te stoppen als bondscoach na het WK van 1995. Uiteindelijk werd Jan Hof de nieuwe bondscoach, maar Hof had in zijn 3 jaar in functie regelmatig problemen met de spelersgroep. Na het WK van 1999 in Australië werd Hof door de bond ontslagen en werd er gezocht naar een nieuwe bondscoach. Die werd in eerste instantie gevonden in de persoon van Freek Keizer, die werd aangesteld als interim bondscoach. Terwijl Keizer werd aangesteld voor 2 interlands, had hij al aangegeven dat hij langer werkzaam wilde zijn bij de bond. Toch zocht de bond verder en stelde per 2000 Van den Bos aan als nieuwe bondscoach.
Van den Bos was 14 jaar lang bondscoach, van 2000 t/m 2014. Hij won enkel goud op de door hem gecoachte toernooien. In de 14 jaar verloor hij slechts 1 wedstrijd; in 2004 werd van België verloren met 16-11.
Als bondscoach won Van den Bos goud op de volgende toernooien:
| Jaar | Toernooi    | Toernooi locatie | Toernooi Winnaar |
| ---- | ----------- | ---------------- | ---------------- |
| 2013 | World Games | Colombia         | Nederland        |
| 2011 | WK          | China            | Nederland        |
| 2010 | EK          | Hongarije        | Nederland        |
| 2009 | World Games | Taiwan           | Nederland        |
| 2007 | WK          | Tsjechië         | Nederland        |
| 2006 | EK          | Spanje           | Nederland        |
| 2005 | World Games | Duitsland        | Nederland        |
| 2003 | WK          | Nederland        | Nederland        |
| 2002 | EK          | Portugal         | Nederland        |
| 2001 | World Games | Japan            | Nederland        |

## Na het bondscoachingsschaap
Vanaf 2014 werd Van den Bos vervangen als bondscoach. Wim Scholtmeijer werd de nieuwe bondscoach, maar de bond had een nieuwe uitdaging voor Van den Bos. Hij werd aangesteld als mastercoach bij de KNKV. Zijn missie is om het internationale niveau omhoog te krijgen.
In die hoedanigheid geeft hij clinics en helpt hij andere landen/clubs met korfbal.